# Lađevci (Skradin)
Lađevci su selo u Hrvatskoj, u Šibensko-kninskoj županiji.

## Zemljopis
Lađevci se nalaze na samoj granici grada Skradina i grada Vodica. Selo je od Šibenika udaljeno 25 kilometara, a od Skradina 20 kilometara. Mjesto je smješteno na krškoj rječici Jaruga (Bribišnica), te je okruženo plodnim poljima.

## Stanovništvo
Naselje ima prema popisu iz 2001. godine u 51 kućanstvu 127 stanovnika, od toga su 62 stanovnika muškog spola, a 65 ženskog.

| broj stanovnika | 67    |       | 65    | 60    | 74    | 87    | 130   | 97    | 163   | 188   | 207   | 195   | 180   | 181   | 127   | 112   | 99    |
|                 | 1857. | 1869. | 1880. | 1890. | 1900. | 1910. | 1921. | 1931. | 1948. | 1953. | 1961. | 1971. | 1981. | 1991. | 2001. | 2011. | 2021. |

## Povijest
Lađevci su se od 1991. do 1995. godine nalazili pod srpskom okupacijom, tj. bili su u sastavu SAO Krajine.

## Spomenici i znamenitosti
- Nacionalni park Krka